# Souvenirs de la Grande armée

Souvenirs de la Grande armée est une série de bande dessinée. 

## Auteurs
- Scénario : Michel Dufranne
- Dessins : Alexis Alexander
- Couleurs : Jean-Paul Fernandez

## Albums
1. 1807 - Il faut venger Austerlitz ! (2007)[1]
2. 1808 - Les Enfants de la Veuve (2008)
3. 1809 - Voir Vienne ou mourir ! (2010)
4. 1812 - Les chasses du comte Joukhov (2012)[2]

## Publication

### Éditeurs
- Delcourt (collection « Conquistador ») : tome 1 (première édition du tome 1)
- Delcourt (collection « Histoire et histoires ») : tomes 2, 3 et 4 (première édition des tomes 2, 3 et 4)